# Angelo Poliziano
Angelo Poliziano o Angelo Ambrogini (Montepulciano, 14 de juliol de 1454-Florència, 24 de setembre de 1494) fou un humanista i poeta italià.

## Biografia
Va perdre el seu pare en una vendetta i als deu anys va marxar a Florència a fer estudis; nen prodigi, de sorprenent sensibilitat, al cercle mediceo va aprendre llatí i grec amb notables filòlegs; als setze anys podia escriure versos en grec i als divuit va traduir els llibres II, III, IV i V de la Ilíada a hexàmetres llatins, deixant enrere els intents previs de Leonardo Bruni i Lorenzo Valla. Això va atreure l'atenció de Llorenç el Magnífic, al qual va fer de secretari privat el 1473.
Traduí, a més, al llatí l'Enchiridion d'Epictet de Hieràpolis, el Càrmides de Plató i algunes Històries d'Heròdot. Va ser el primer filòleg occidental que va poder rivalitzar amb els immigrants grecs en el coneixement del grec clàssic; també va ser el primer que va introduir esmenes en textos grecs clàssics. A partir de 1480, va començar a donar classes de literatura grega i llatina. Alguns dels que van assistir a les seves classes van ser Miquel Àngel Buonarroti, l'erudit alemany Johannes Reuchlin i els humanistes anglesos Thomas Linacre i William Grocyn. Posseïa, segons sembla, un encant irresistible. Va ser tutor dels fills de Llorenç el Magnífic, que va ser amic seu i el seu protector. Poc després de la seva mort, va morir ell mateix, en plena invasió francesa de la Toscana.